# Grèbe castagneux
Tachybaptus ruficollis
Vous lisez un « bon article » labellisé en 2007.
Espèce
Statut de conservation UICN

 LC  : Préoccupation mineure
Répartition géographique

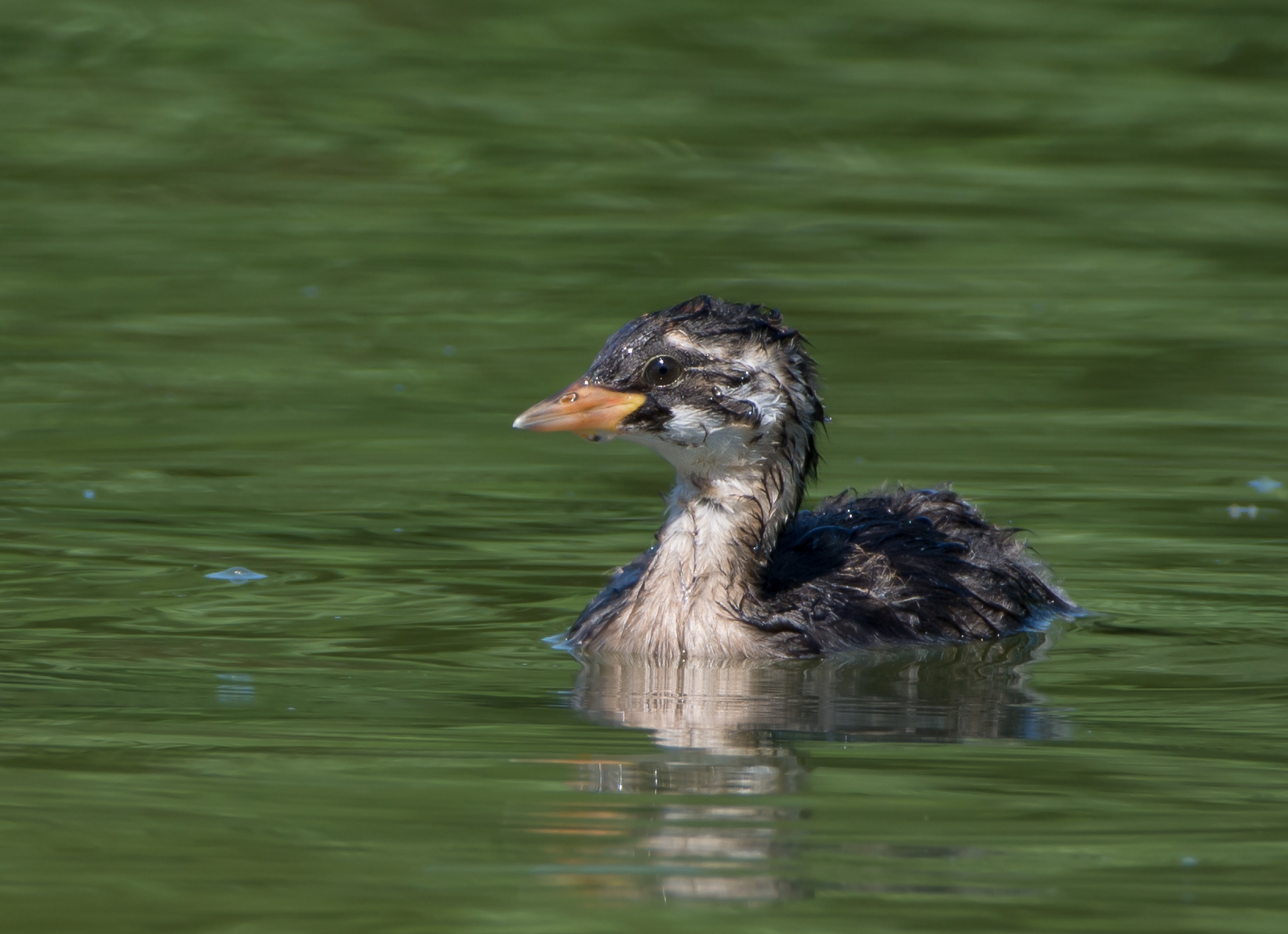
Grèbe castagneux juvénile

Le Grèbe castagneux (Tachybaptus ruficollis) est une espèce d'oiseaux aquatiques de la famille des Podicipedidae. Il doit son nom à la couleur de son dos, castagneux signifiant châtain,. Cet oiseau est le plus petit des membres de la famille des grèbes, comme le suggère son autre nom vernaculaire, Petit Grèbe. Contrairement aux autres grèbes d’Europe, il pond régulièrement deux fois par an. Oiseau discret, le grèbe castagneux s’installe sur n’importe quel lac, étang, mare ou marais dont les rives présentent une végétation suffisamment dense.

## Morphologie

### Aspect général
Ces oiseaux d'eau font partie de la famille des podicipédidés, qui regroupe les grèbes, et, bien qu'aquicoles, ils ne sont pas très proches des anatidés (canards, oies, cygnes), qui ont des pattes palmées, alors que les podicipédidés ont des orteils lobés. Les pattes du Grèbe castagneux, verdâtres, sont situées très en arrière du corps, ce qui lui confère de bonnes aptitudes de nageur et de plongeur, mais handicape ses mouvements au sol.
Le Grèbe castagneux a une apparence replète due à son derrière arrondi, caractéristique renforcée par l’habitude qu’il a d’ébouriffer les plumes de son croupion. Son aspect de « boule de duvet » donne souvent l’impression qu’il flotte comme un bouchon. De fait, sauf lors de la nidification, cet oiseau est rarement vu à terre.

### Plumage nuptial

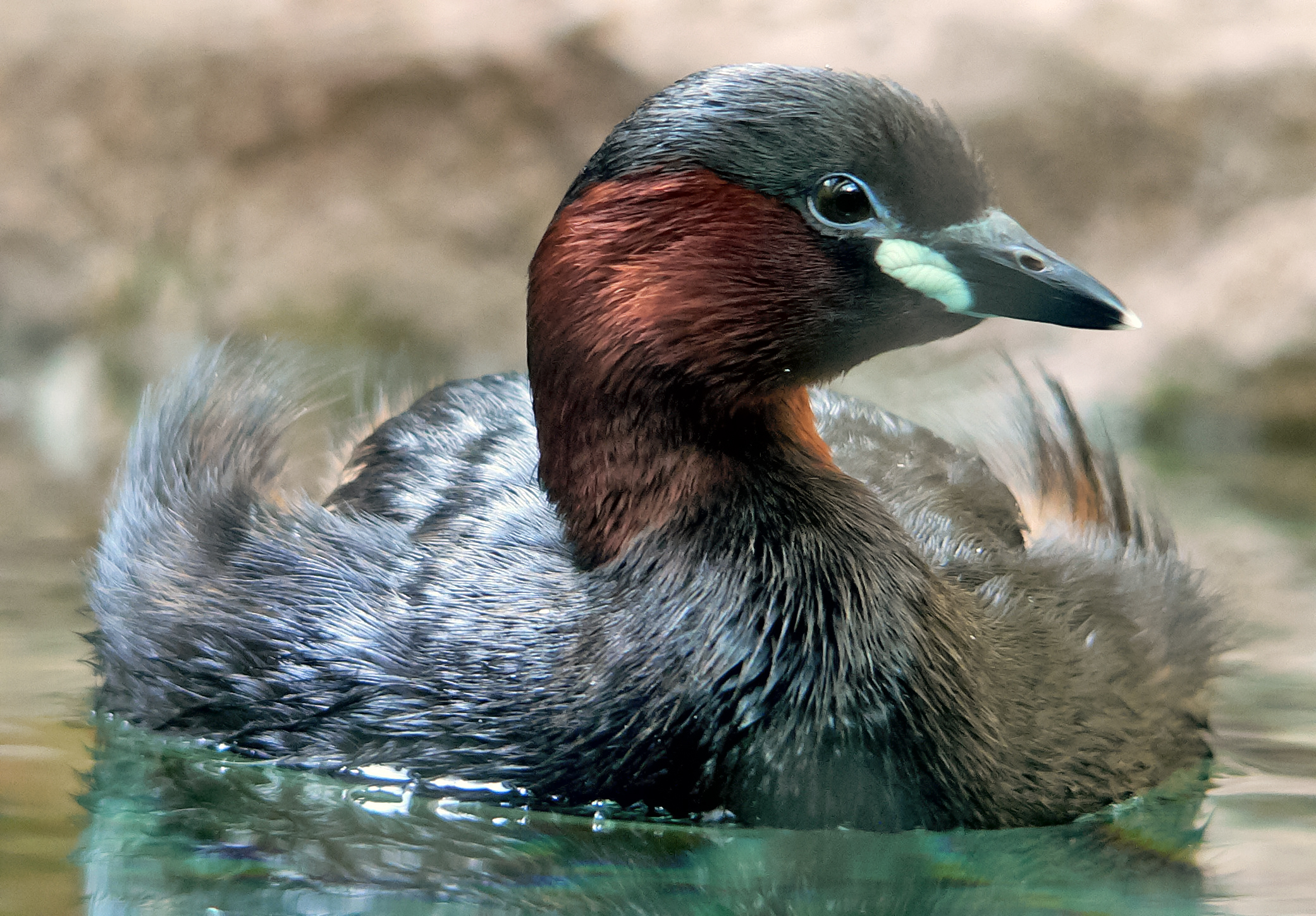
Un Grèbe castagneux en plumage nuptial

En été, son plumage est très sombre, presque noir (en particulier au niveau du menton), mais présente des taches châtain sur la gorge, les joues et les côtés du cou. Ses flancs sont parfois d’un marron plus pâle. Le croupion est marron très clair. Le dessous du corps est noirâtre plus ou moins mêlé de blanc et de gris. Aux commissures du bec noir à pointe blanche, mince et pointu, des marques jaunes en forme d’apostrophe sont présentes. Les iris sont brun-rouge et les pattes gris verdâtre à bleuâtre.
La mue complète se déroule d'août à décembre ; les rémiges chutent entre août et octobre.

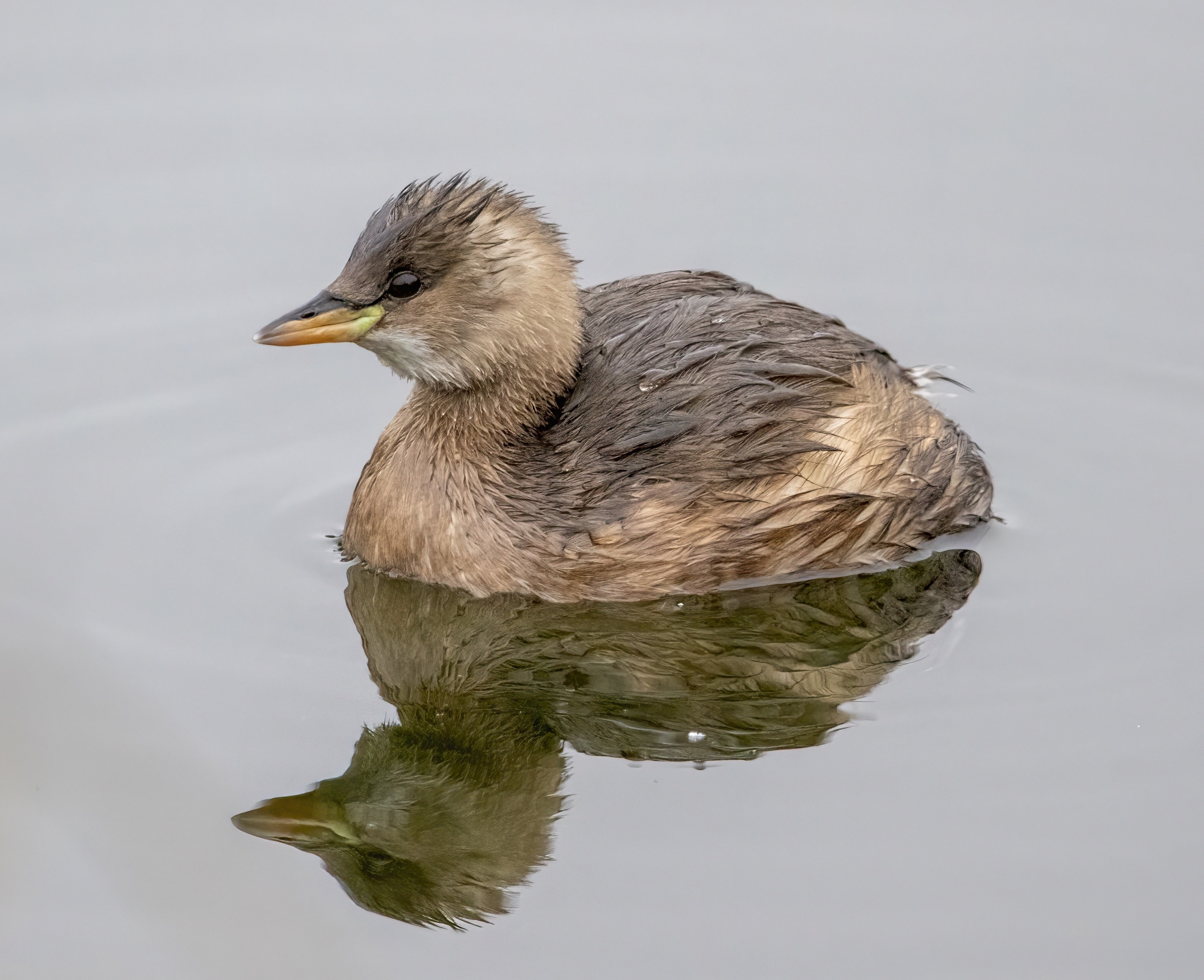
Grèbe castagneux en plumage hivernal

### Plumage internuptial
En hiver, le plumage est plus terne ; le dos prend une couleur gris brun sale, le croupion est presque blanc, tout comme le dessous du corps. Le cou prend une couleur marron mat. Les marques jaunes du bec s’estompent. On peut alors le confondre avec le Grèbe à cou noir (Podiceps nigricollis), mais le Grèbe castagneux est plus petit, son cou est plus court et chamois (et non grisâtre), le bec plus droit et la calotte plus plate.
La mue partielle se déroule de février à juin-juillet.

### Aspect des juvéniles
Les poussins sont couverts de duvet gris, leur bec est jaune et ils ont la tête, le cou et le dos présentant des rayures jaunâtres à rousses.
Les jeunes ressemblent aux adultes en plumage internuptial mais les joues et les côtés du cou brun foncé sont rayés irrégulièrement de blanc. Leur mue partielle se déroule de juillet à décembre.

### Mensurations
Il n’y a pas de dimorphisme sexuel chez cette espèce (à l'exception de quelques mensurations, bec en particulier), il est donc très difficile de distinguer mâles et femelles. C’est un petit oiseau aquatique de 21 à 29 cm et d’une envergure de 40 à 45 cm, pour un poids variant de 100 à 275 g (en moyenne 200 g). Les autres caractéristiques biométriques significatives sont une aile pliée de 93 à 104 mm, un bec de 18 à 21 mm (mâle) ou de 16 à 18 mm (femelle) et un tarse de 34 à 39 mm.

## Comportement

### Vol
Plus adapté à la nage qu’au vol ou plutôt qu'au décollage puisqu'il doit courir sur l'eau 15 à 30 m en battant des ailes pour prendre son essor, cet oiseau est assez rarement observé en vol bien qu'il puisse voler très vite et parcourir de grandes distances lors de ses migrations. À la moindre alerte, il plonge pour reparaître un peu plus loin ou se cache avec talent dans la végétation haute des rives. Il vole souvent très bas, parfois au contact de l’eau. Il tient alors son cou tendu et ses pattes un peu basses. Contrairement aux autres grèbes, il ne présente pas en vol de miroir blanc, ni à l'avant, ni à l'arrière des ailes.

### Alimentation

#### Régime alimentaire

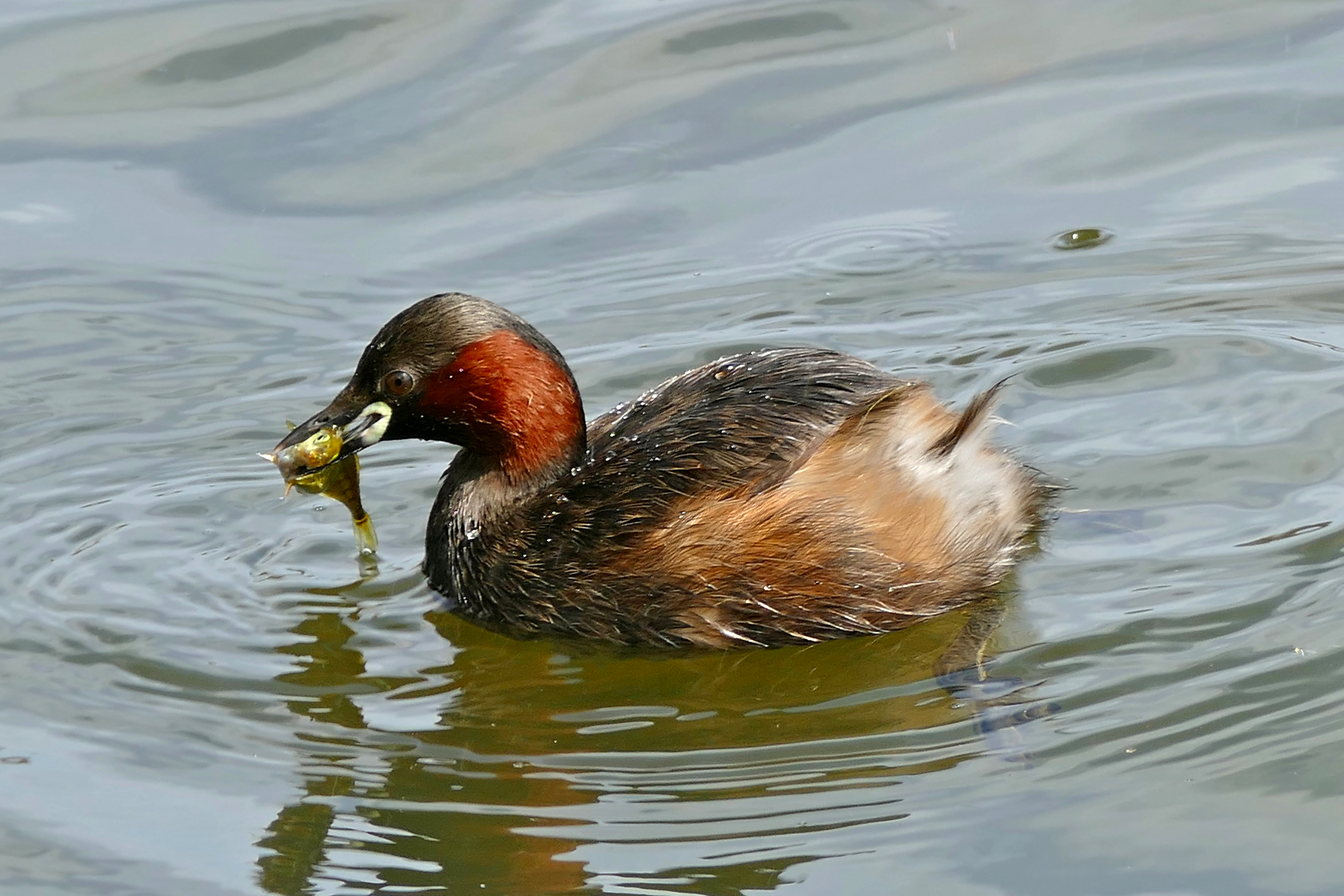
Grèbe castagneux mangeant un petit poisson (Gasterosteus aculeatus)

Contrairement aux autres espèces de grèbes qui sont essentiellement piscivores, le Grèbe castagneux a un régime principalement insectivore composé aussi bien de larves que d’adultes d’insectes aquatiques (libellules, éphémères, perles, phryganes, dytiques, gyrins) ou non (mouches, scarabées). 

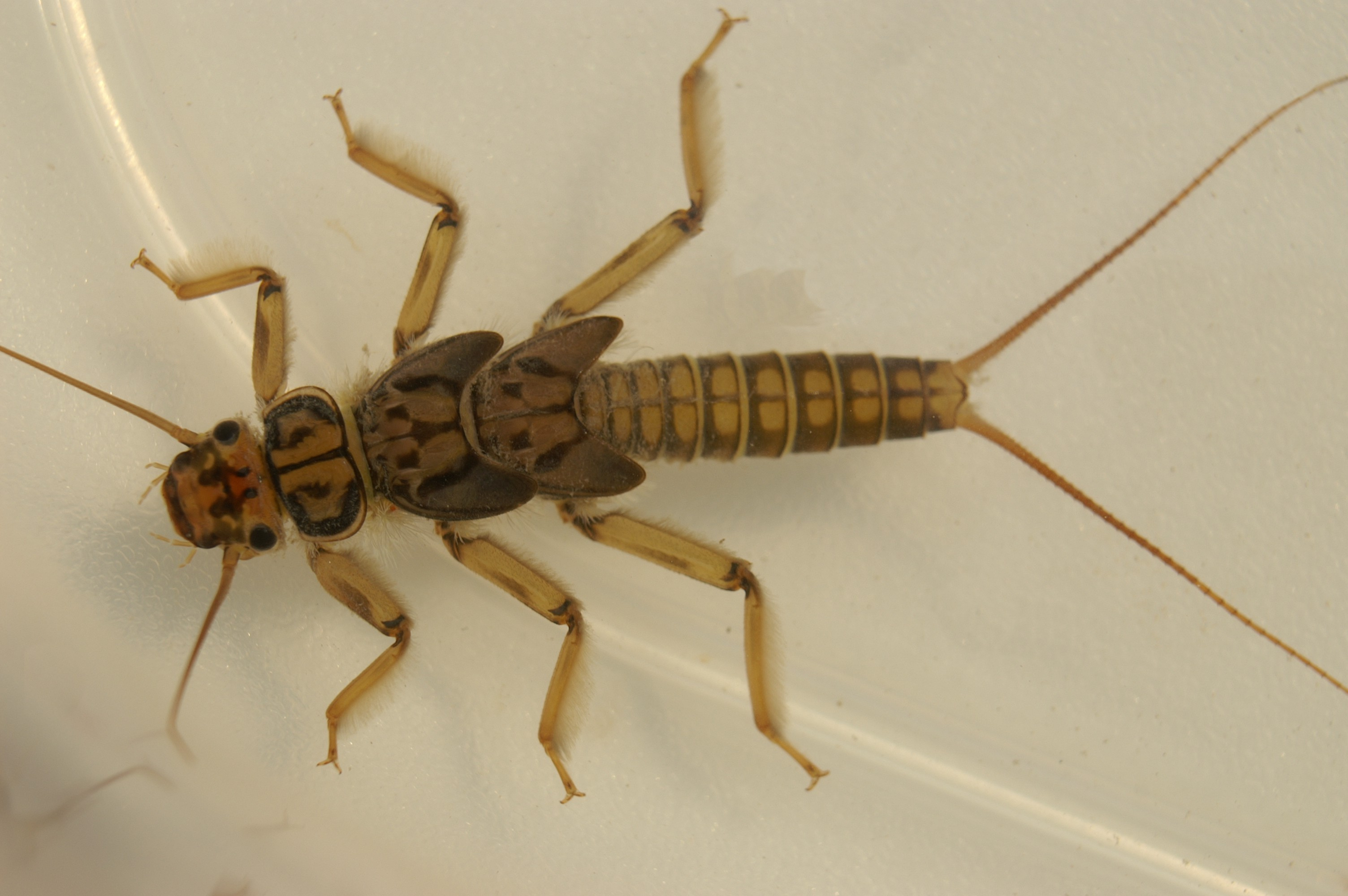
La larve aquatique de Perle, couramment consommée par le Grèbe castagneux

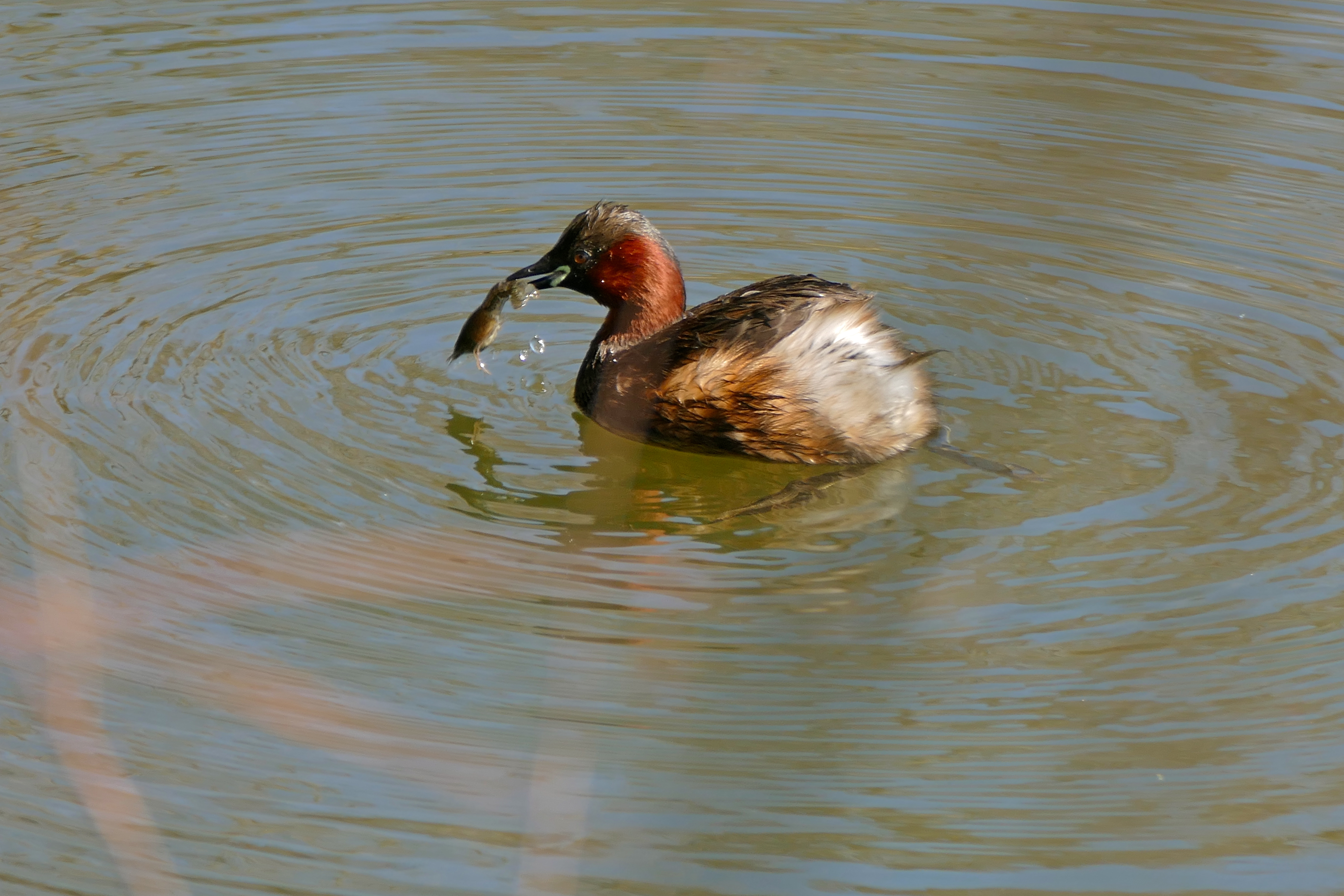
Grèbe castagneux mangeant une écrevisse

 Il consomme aussi de petits crustacés (aselles et gammares) et des mollusques (limnées, physes, planorbes et bithynies) ainsi que des amphibiens (surtout des têtards, mais aussi de petites grenouilles ou des tritons) et des poissons dont la taille est le plus souvent comprise entre 5 et 7 cm et n’excède pas 11 cm (chabots, goujons, jeunes du genre Cyprinus comme des carpes, gardons, vairons, brèmes, ablettes, perches, vandoises, rotengles, épinoches, etc).
Ce régime alimentaire lui permet de s’établir sur des plans d’eau trop petits pour contenir de gros poissons.
L'estomac du Grèbe castagneux contient parfois des végétaux, probablement ingérés par erreur. Il contient aussi généralement quelques plumes, mais n'a pas besoin d'en ingérer de grandes quantités comme les grèbes plus strictement piscivores.

#### Comportement alimentaire

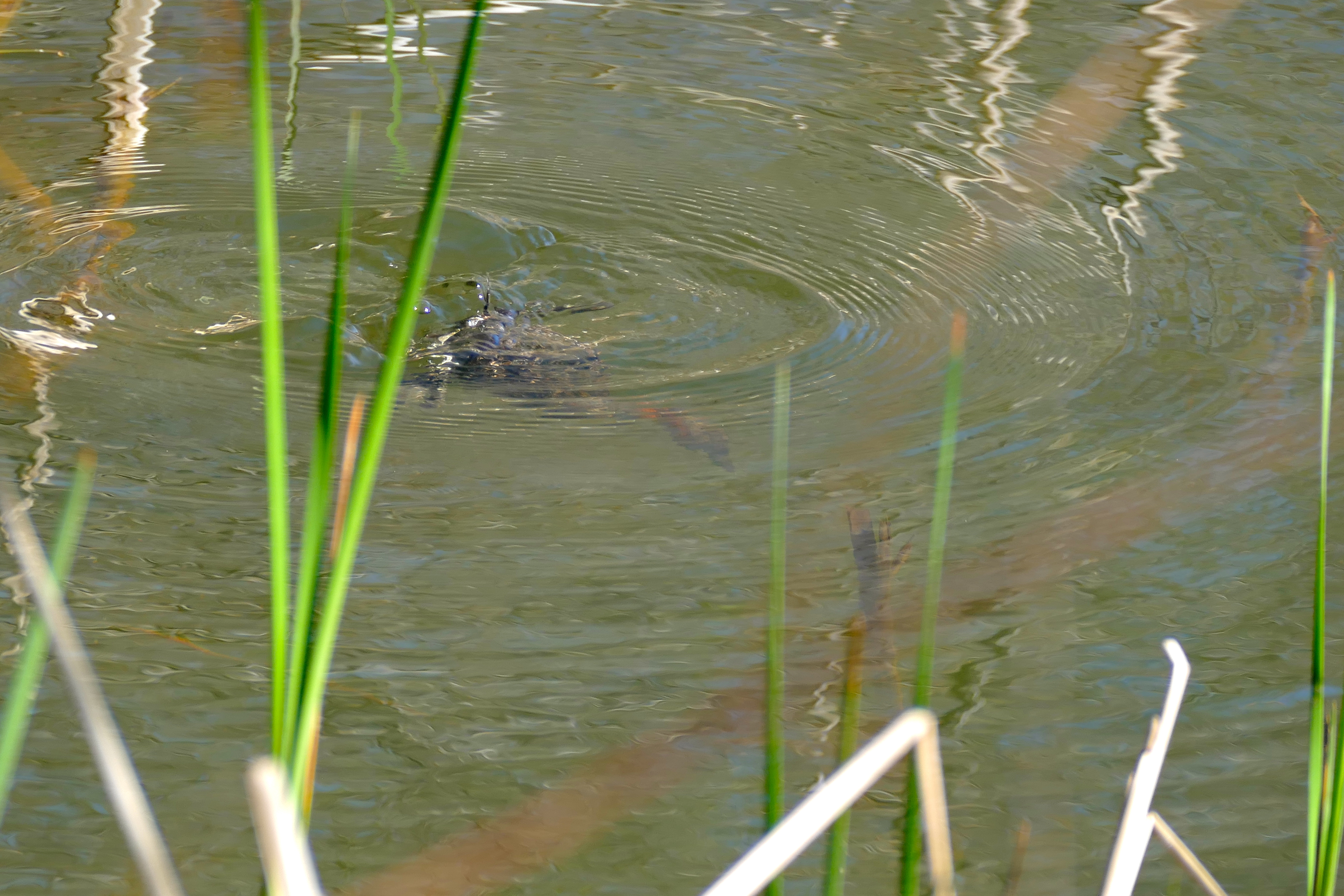
Grèbe castagneux plongeant pour pêcher.

Il capture ses proies en plongeant pendant 10 à 25 secondes (maximum 33 s, seulement 8 plongées comprises entre 25 et 33 s sur 240 chronométrées) jusqu’à 1 voire 2 m de profondeur (maximum 6,3 m). Il peut aussi nager le cou et la tête immergés et attraper en les piquant du bec des proies posées à la surface ou sur des végétaux flottants. Contrairement au Grèbe à cou noir, le Grèbe castagneux remonte à la surface avant d'avaler ses proies.
Il se nourrit assez fréquemment en association avec d'autres espèces (Grèbe malgache et Grèbe roussâtre à Madagascar) ou en profitant des déplacements de proies occasionnés par d'autres espèces s'alimentant. De tels comportements commensaux ont été observés en Europe, notamment en France vis-à-vis du Cygne tuberculé et du Canard chipeau, et à Madagascar vis-à-vis de l'Erismature à dos blanc, du Dendrocygne veuf, de l'Anserelle naine et du Canard à bec rouge.

### Vocalisations
La présence du grèbe castagneux est souvent révélée en période nuptiale par ses trilles sonores un peu hennissantes émises lors de la saison de nidification, et par ses appels (bii-iip).
Cet oiseau produit aussi des gazouillis et des bruits un peu métalliques (ûit-ûit).
Il chante surtout de mars à fin juillet, pendant la période de reproduction. Plus silencieux en hiver, il peut cependant être entendu lors des beaux jours ensoleillés.

### Reproduction

#### Formation des couples

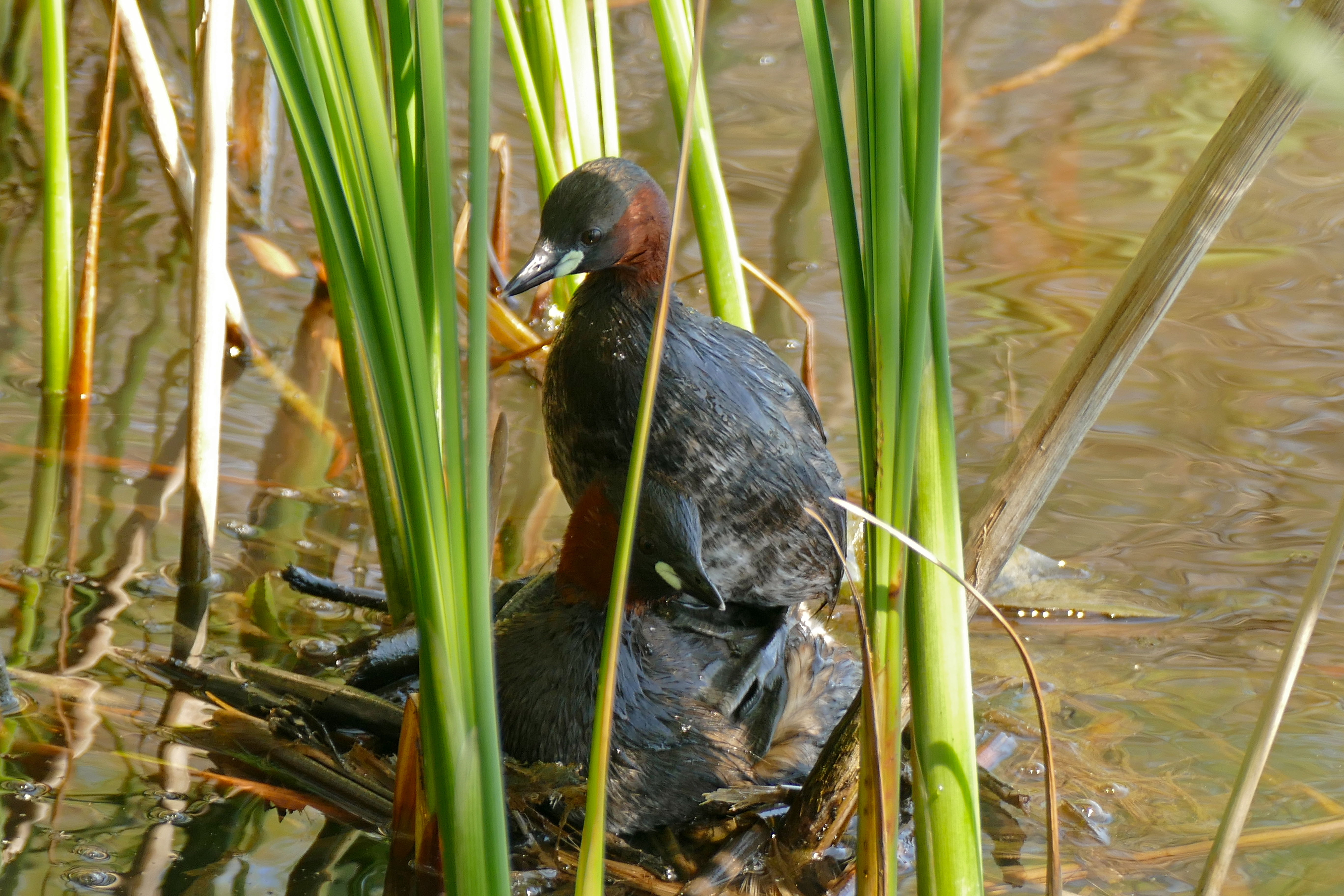
Accouplement.

Les couples, apparemment monogames, se forment en automne et en hiver au sein des groupes. Ainsi, ils sont généralement établis lors de l'arrivée des oiseaux sur leurs sites de nidification. Un territoire est rapidement délimité par le couple. Il est utilisé pour les parades, la copulation, l'alimentation, l'installation du nid et l'élevage des jeunes. Lors de la parade nuptiale, le mâle hérisse son plumage, frappe l’eau de son bec, plonge et éclabousse autour de lui avec ses pattes, parfois imité par sa partenaire. Quelquefois, il rejette aussi la tête sur le dos. De temps en temps, il présente quelques fragments végétaux en guise d'hommage à sa femelle. Ensuite, les deux oiseaux plongent puis émergent côte à côte en poussant des trilles retentissants.

#### Nidification

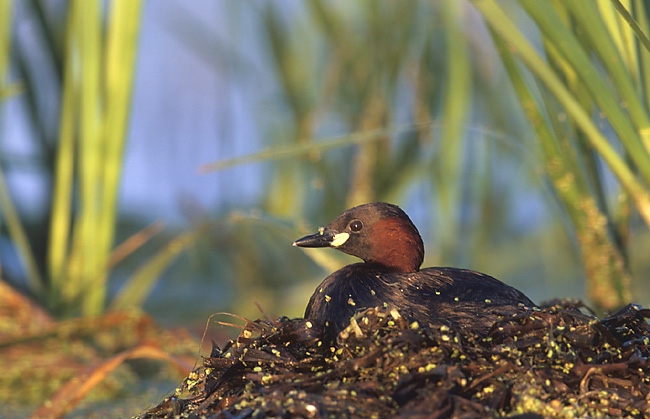
Grèbe castagneux couvant des œufs.

Comme tous les grèbes, cet oiseau niche au bord de l’eau parmi les joncs et les roseaux clairsemés, parfois même à découvert sur certains sites (gravières et lagunes). Le nid flottant est constitué de végétaux aquatiques, algues, brindilles et roseaux plus ou moins décomposés, accrochés à des végétaux submergés. il est construit par les deux partenaires. La femelle pond d’avril (parfois dès fin mars) à juillet de 4 à 7 œufs (dans les régions tempérées mais 2 à 4 à Madagascar) blanchâtres assez brillants (dimensions moyennes : 35 à 37 × 26 mm ; extrêmes : 33 à 43 × 24 à 28 mm ; poids frais : 14 à 16 g) qui bruniront au contact des végétaux en décomposition. L'incubation commence avant que la ponte soit complète. Les œufs sont couvés par les deux parents pendant 20 à 23 jours (parfois jusqu'à 27). Lors des relais sur le nid, les deux adultes apportent fréquemment de nouveaux matériaux sous forme de végétaux aquatiques.

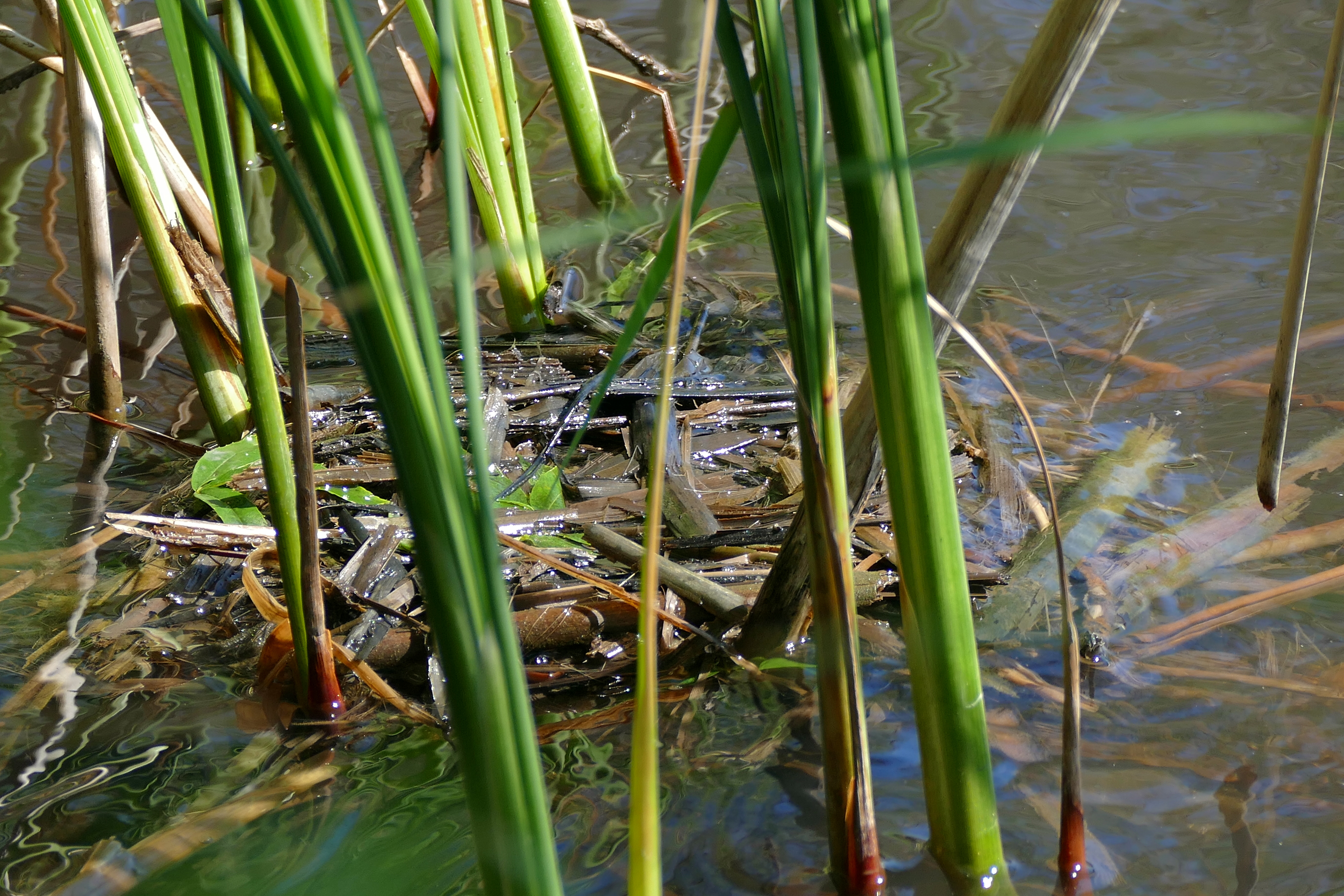
Nid
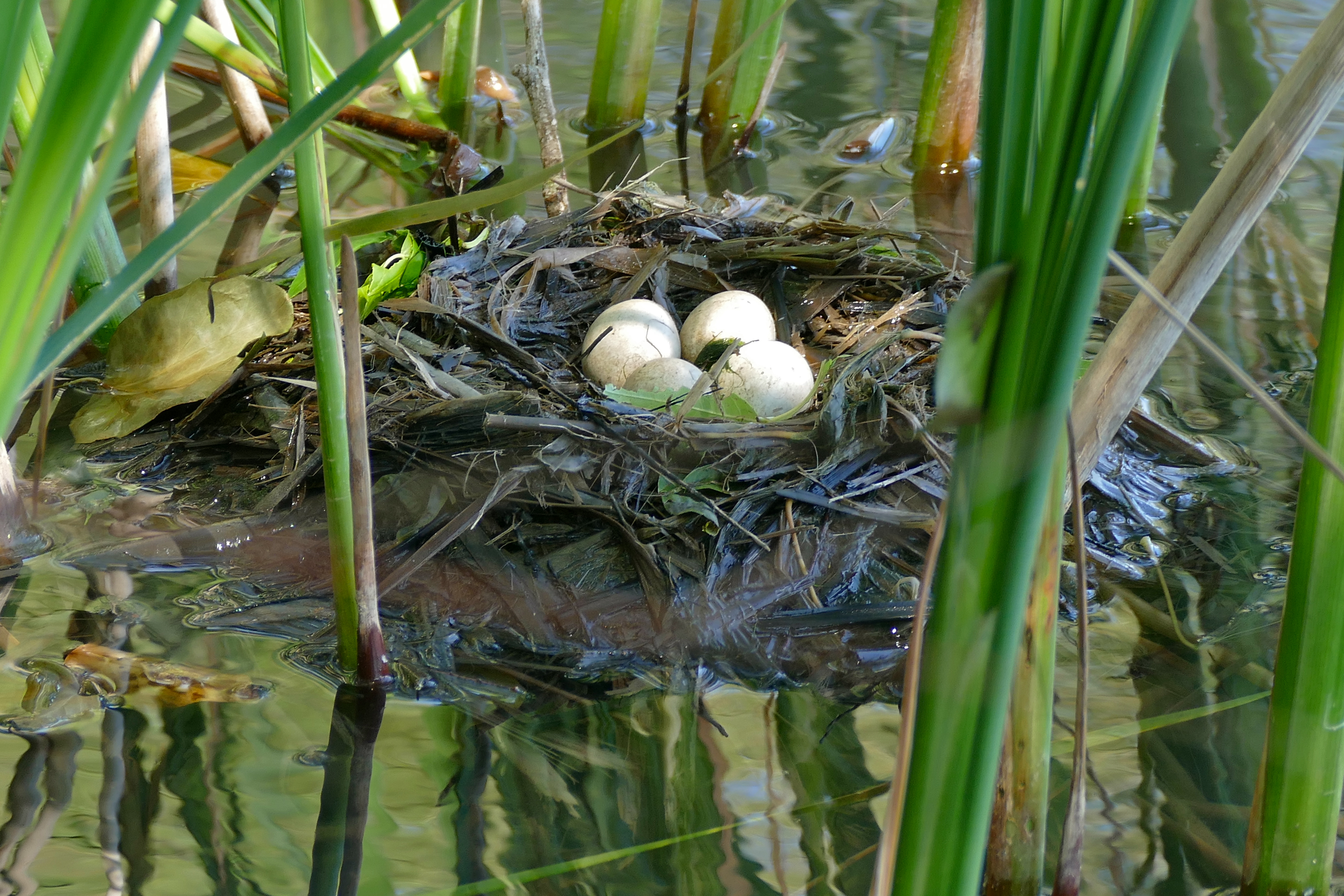
Nid avec des œufs
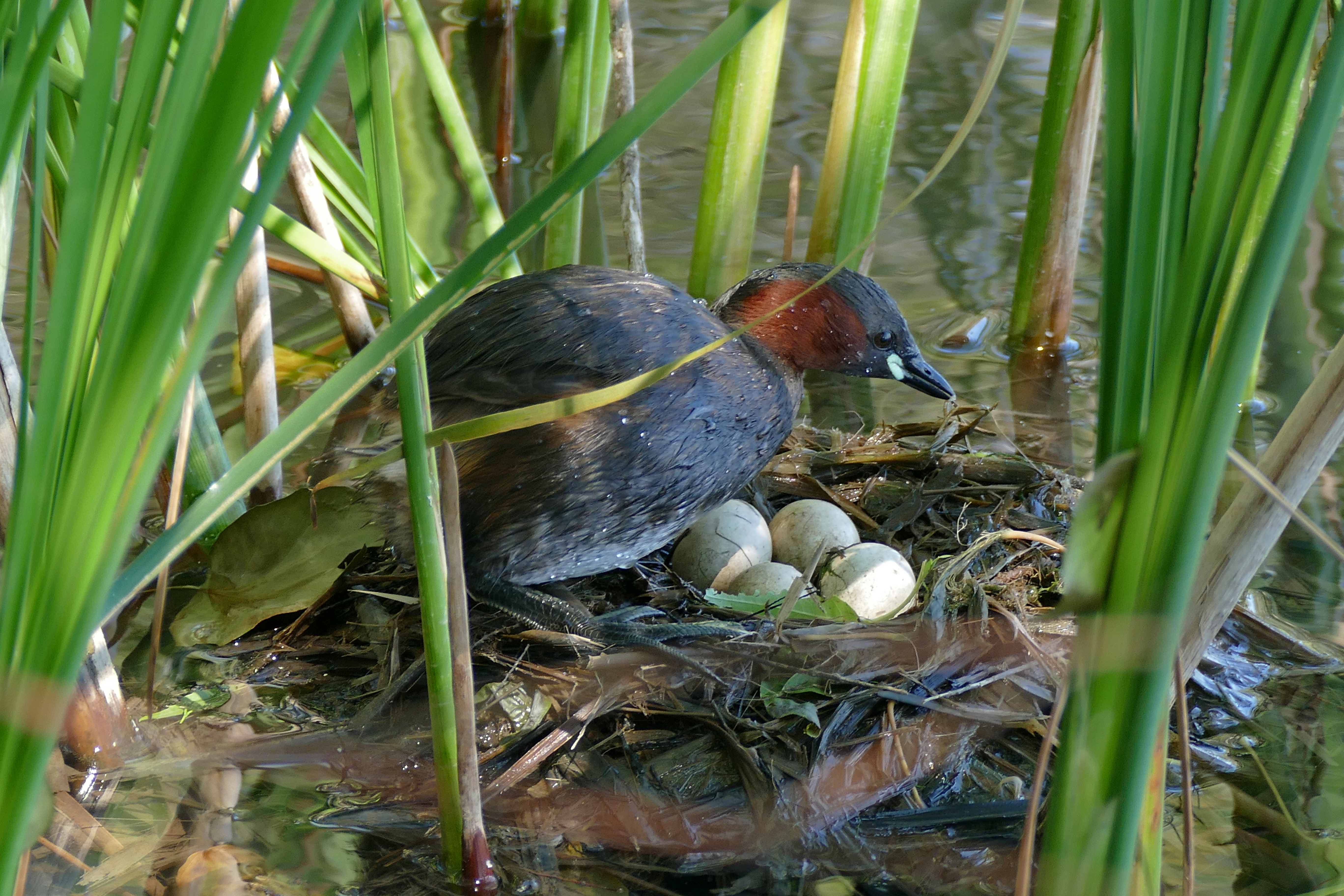
Grèbe castagneux et ses œufs
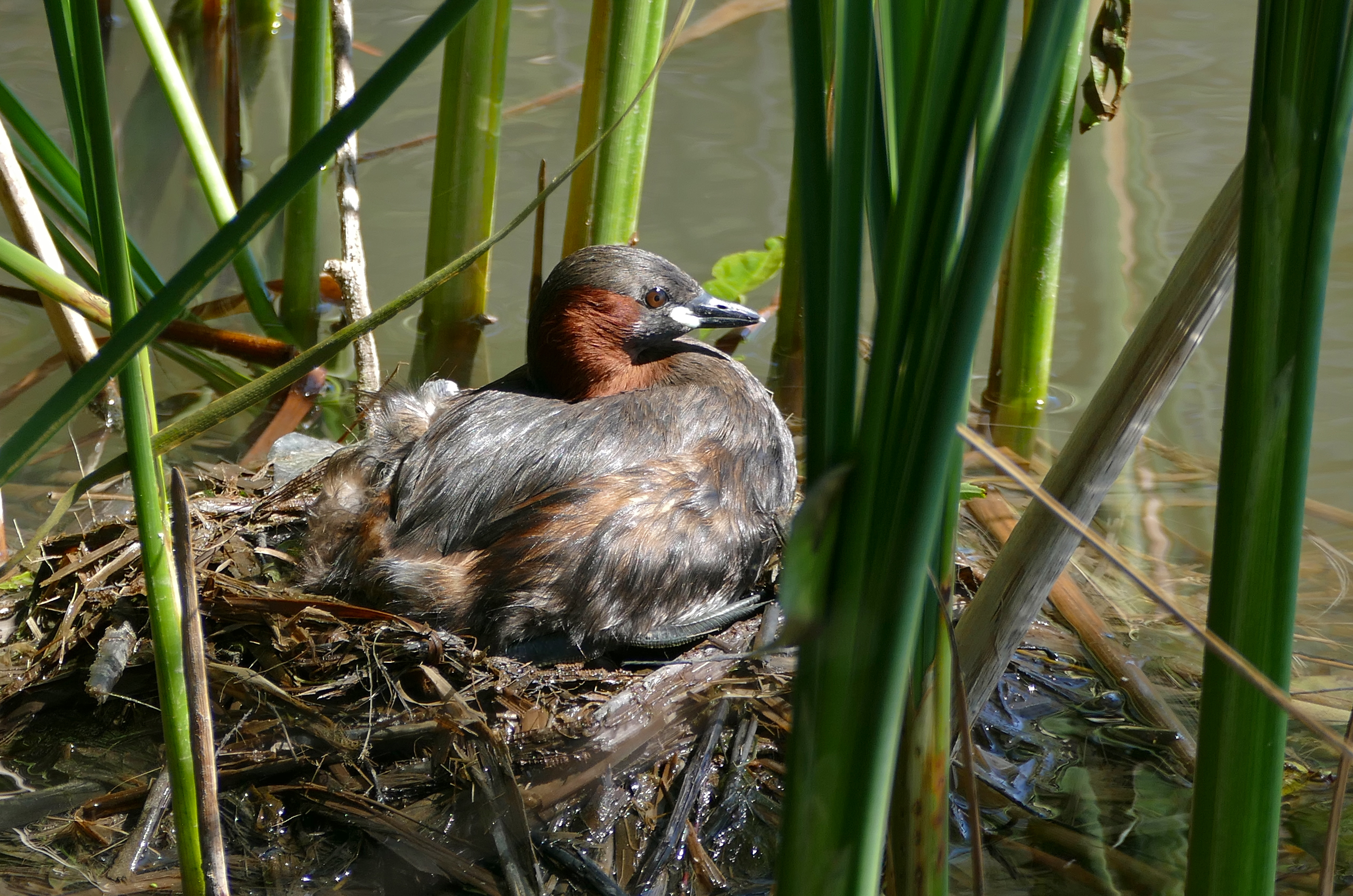
Grèbe castagneux couvant
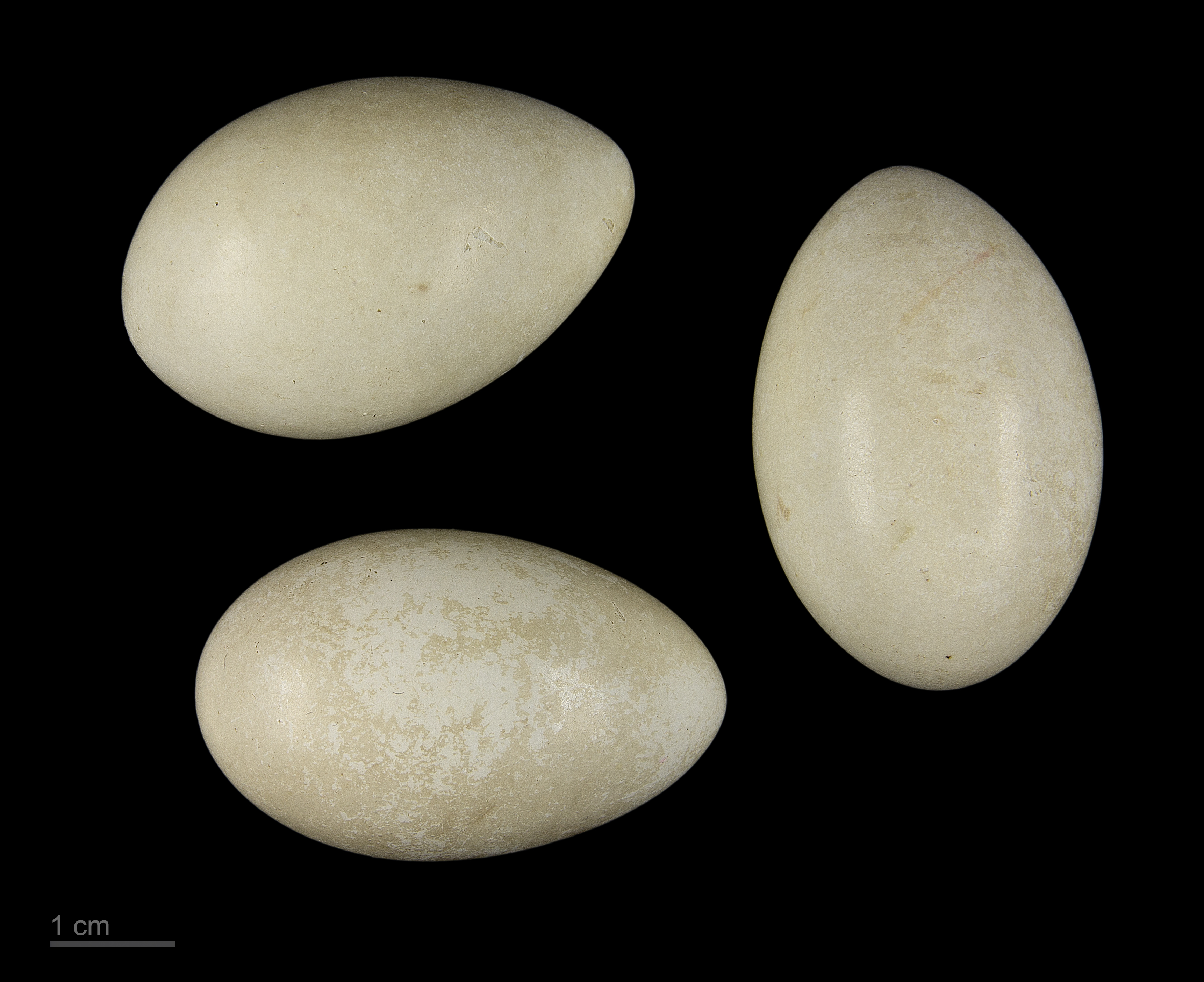
Œufs de Tachybaptus ruficollis -  Muséum de Toulouse
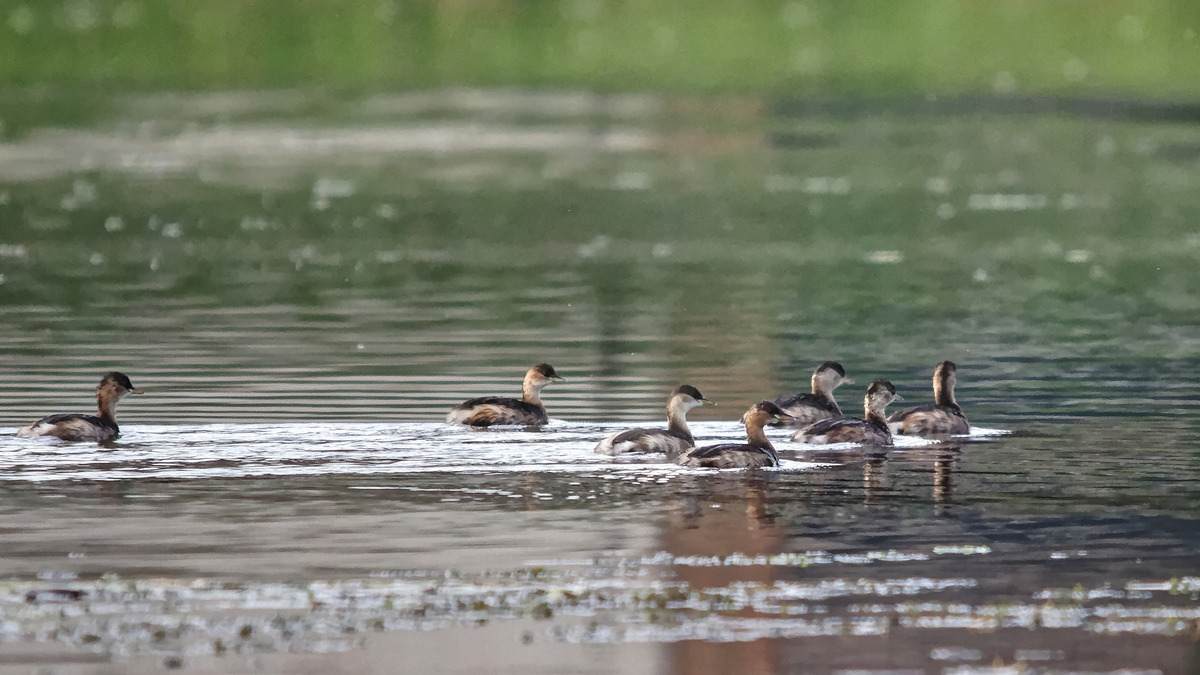
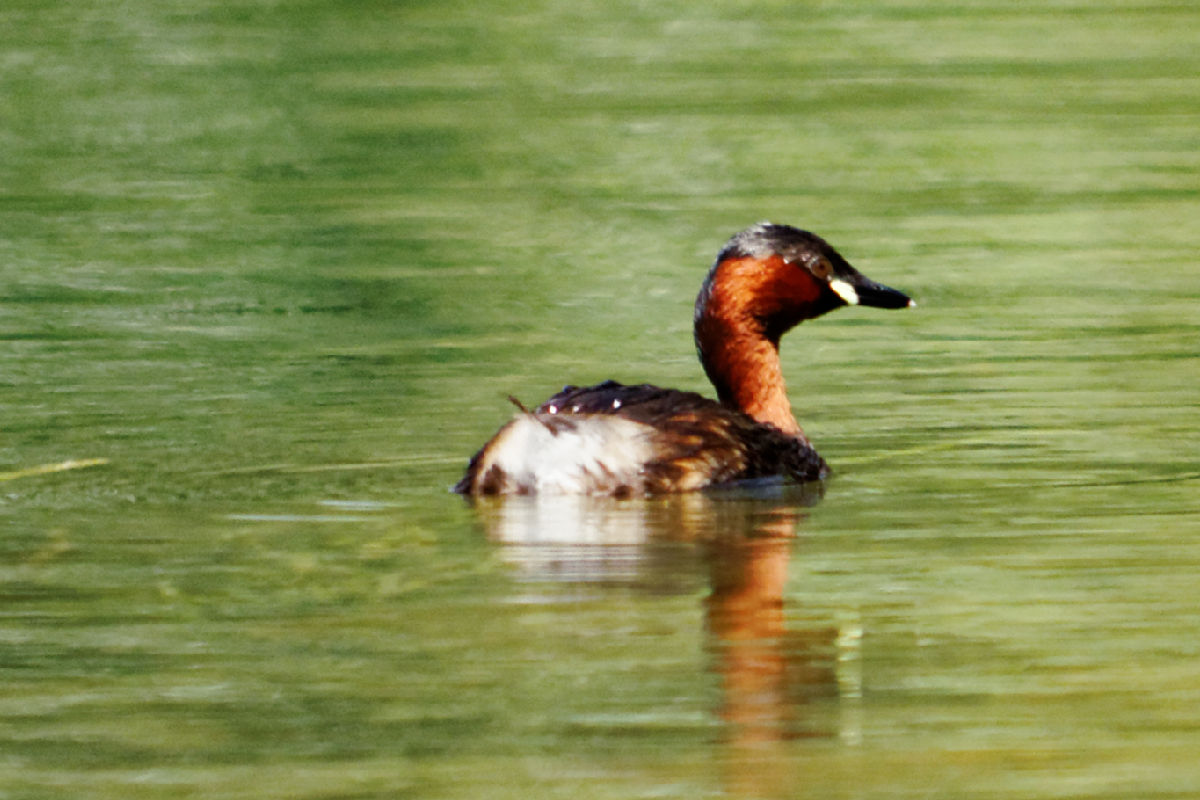

#### Soin aux jeunes

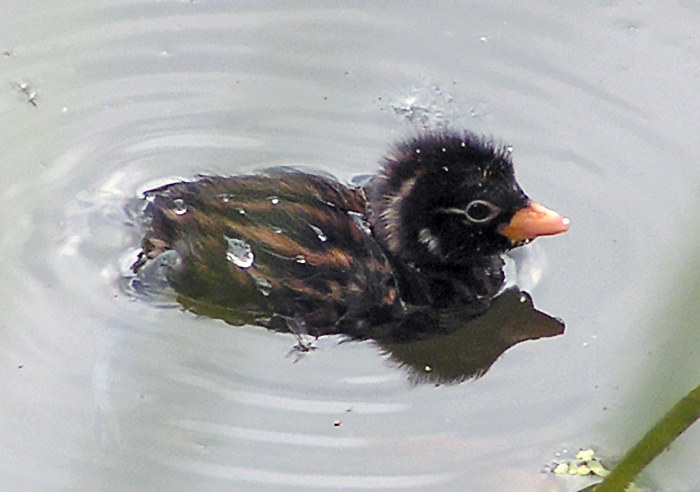
Poussin de grèbe castagneux

À l’éclosion, les poussins nidifuges quittent rapidement le nid pour suivre leurs parents sur et sous l’eau. Ces derniers les portent parfois sur leur dos et leur donnent de petites plumes à avaler, sans doute pour protéger leur système digestif des arêtes de poisson. Mâles et femelles s’occupent de l’alimentation des petits. Les jeunes ne deviennent autonomes qu'à un mois et demi.

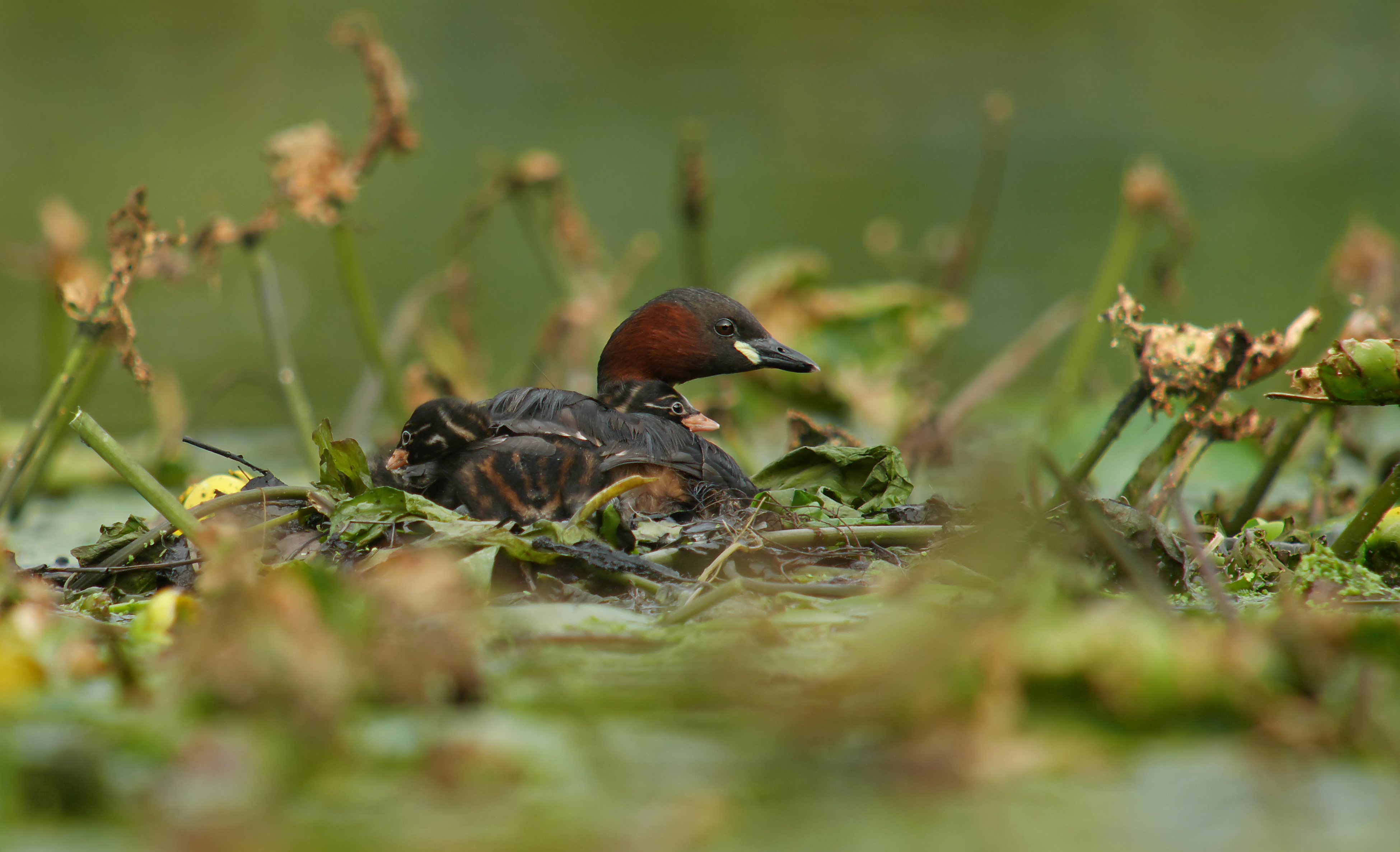
Grèbe castagneux et ses poussins

À la différence des autres grèbes, le grèbe castagneux continue à utiliser le nid après l’éclosion des œufs pour s’y reposer et parfois pour y réchauffer ses petits. Une seconde ponte ou une ponte de remplacement n’est pas rare, et peut être effectuée jusqu’au début du mois d’août. Le mâle s'occupe seul alors des jeunes issus de la première couvée.

#### Hybridation
On a rapporté le cas d’un grèbe castagneux de Cornouailles qui s’est reproduit avec un grèbe à bec bigarré (Podilymbus podiceps) erratique. Des cas d'hybridation avec le grèbe roussâtre et le grèbe malgache ont également été constatés. La sous-espèce capensis s'hybridait également à Madagascar avec le Grèbe roussâtre (Tachybaptus rufolavatus), espèce désormais éteinte.

#### Longévité
Le grèbe castagneux atteint la maturité sexuelle vers l'âge d'un an. La longévité de cet oiseau est estimée à 10 ou 15 ans : le record actuel est détenu par un individu bagué en Suisse qui a été recapturé, et son âge a ainsi été estimé à au moins 13 ans et 6 mois.

## Répartition et habitat

### Répartition mondiale et européenne

#### Sous-espèces et répartition mondiale
D'après la classification de référence (version 14.1, 2024) de l'Union internationale des ornithologues, le Grèbe castagneux possède 7 sous-espèces :
- Tachybaptus ruficollis ruficollis (Pallas, 1764) : Europe jusqu’à l’Oural, nord-ouest africain ;
- Tachybaptus ruficollis albescens (Blanford, 1877) : du Caucase au lac Baïkal, Tien Shan, du sous-continent indien à la Birmanie ;
- Tachybaptus ruficollis iraquensis (Ticehurst, 1923) : Irak, Iran ;
- Tachybaptus ruficollis capensis (Salvadori, 1884) : Afrique, Sud du Sahara, Madagascar ;
- Tachybaptus ruficollis poggei (Reichenow, 1902) : sud-est et nord-est asiatiques, Hainan, Taïwan, Japon, sud des Îles Kouriles (aussi appelé Tachybaptus ruficollis kunikyonis) ;
- Tachybaptus ruficollis philippensis (Bonnaterre, 1791) : nord des Philippines ;
- Tachybaptus ruficollis cotabato (Rand, 1948) : sud-est des Philippines.

Le Grèbe tricolore (Tachybaptus ruficollis tricolor (G.R. Gray, 1861)) est considéré comme une espèce à part entière par l'Union internationale des ornithologues.

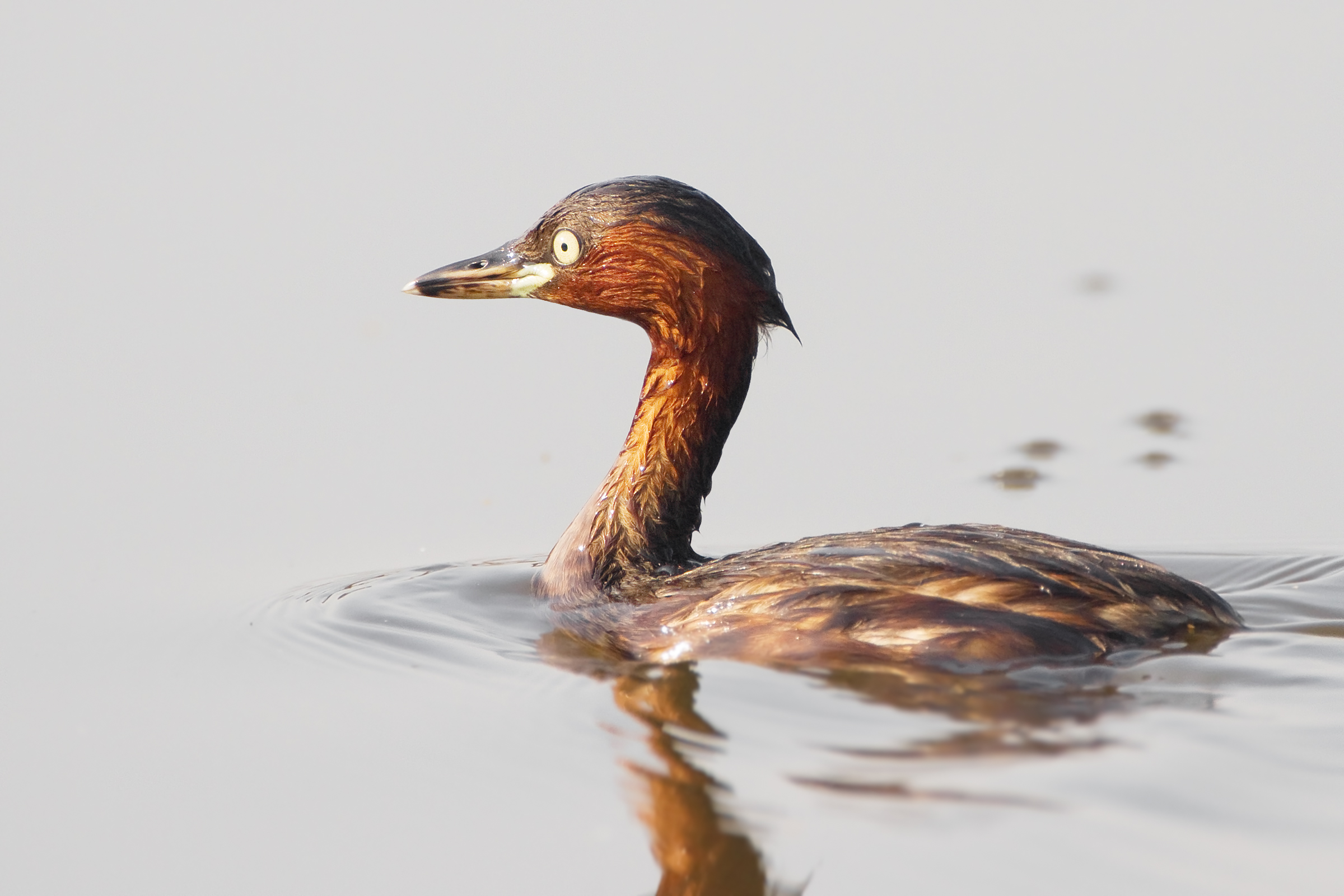
Grèbe castagneux, Bueng Boraphet, Thaïlande

L'UICN estime que la population mondiale du Grèbe castagneux compte de 470 000 à 2,6 millions d'individus.

#### Répartition européenne
Le Grèbe castagneux niche dans 35 pays européens avec des effectifs estimés à 81 000 couples dont 2 500 à 3 000 en France (où 5 000 individus seraient présents en hiver), 650 à 800 couples en Belgique et 3 700 couples en Suisse (entre 1970 et 1980). Toutefois, cette espèce a fortement diminué sur le Léman en hiver avec plus de 6 000 individus vers 1967 et seulement 2 300 en 1987. 1 500 couples se reproduisent en Russie et 15 000 en Turquie.

### Habitat
Le Grèbe castagneux s’installera sur n’importe quel lac, étang, mare ou marais possédant une végétation assez dense sur ses rives. D'ailleurs, il peut se reproduire sur les étangs des parcs publics de grandes villes comme Londres et Amsterdam et Paris (la Courneuve), ou dans des gravières ou fossés larges inondés, des réservoirs, voire dans des baies côtières abritées ou des estuaires. Il est cependant plus farouche et plus difficile à observer que le grèbe huppé, et sa présence peut facilement passer inaperçue.

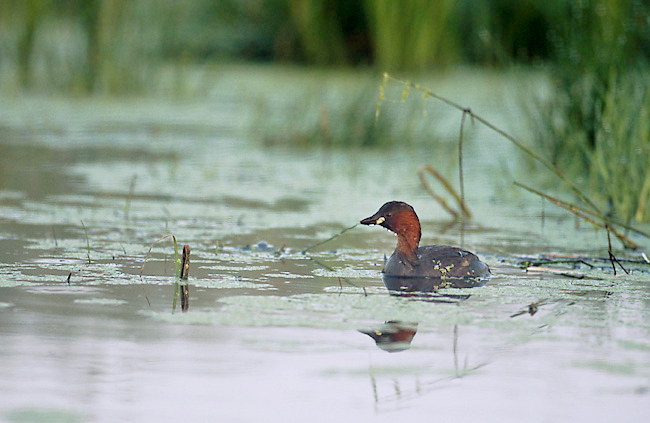
Grèbe castagneux sur un étang.

Il niche essentiellement dans les zones humides des plaines et des plateaux mais aussi, localement, en moyenne montagne (jusqu'à 1 300 m en Autriche et 1 710 m en Suisse).
En été, il préfère les plans d’eau présentant une végétation suffisamment haute pour dissimuler son nid, mais en hiver, on peut le trouver dans des endroits plus dégagés. Les hivernants fréquentent en grand nombre les eaux libres des lacs et des cours d'eau. Ils se trouvent également sur les eaux saumâtres ou salées des estuaires, des golfes, des lagunes et des ports. Les plans d'eau urbains sont également utilisés. Du fait de son régime alimentaire moins piscivore que celui des autres grèbes, il se trouve assez fréquemment sur des plans d’eau de très petite taille. Les rassemblements hivernaux sont des dortoirs fréquentés d'année en année entre octobre et mars. Les oiseaux les rejoignent isolément ou en petits groupes. Le maximum connu est de 700 oiseaux sur un lac champenois.

### Migration
Les populations vivant en Europe de l’Ouest et en Afrique du Nord sont sédentaires. Celles de l’Europe du Nord migrent vers le sud à la fin de l’été. Elles passent l’hiver dans la partie ouest de l’Europe, se mêlant aux populations résidentes. Les Grèbes castagneux forment alors de petits groupes qui se mêlent avec d’autres espèces d’oiseaux hivernants. De façon plus générale, seules les populations nichant dans les zones où l’eau gèle en hiver sont migratrices.

## Le Grèbe castagneux et l’homme

### Statut et préservation
Oiseau discret, le Grèbe castagneux est facilement dérangé par la présence humaine. Outre la pression humaine, les principales menaces pour cet oiseau sont l’assèchement des marais, le bétonnage des rives, le curage excessif des rivières et l’urbanisation, qui limitent ses sites de nidification. Il peut aussi être atteint par la pollution des eaux via son alimentation. Dans la région méditerranéenne, il peut être victime de la chasse à la sauvagine.
Malgré cela, l’espèce est pour le moment commune. L’UICN estime les dimensions de son aire de répartition à 10 millions de km², et sa population entre 470 000 et 2,6 millions d’individus. Cette organisation a donc classé l’espèce dans la catégorie « préoccupation mineure ».
De même, l’Accord sur la conservation des oiseaux d'eau migrateurs d'Afrique-Eurasie a classé l’espèce dans la catégorie C1, c’est-à-dire comme une population non menacée, comptant plus de 100 000 individus, mais susceptible de bénéficier, dans une large mesure, d’une coopération internationale.
BirdLife International estime sa population européenne à plus de 99 000 couples, avec une évolution stable ou en hausse dans la majorité des pays (sauf en Turquie), et le place dans la catégorie des oiseaux non menacés. Cette espèce est aussi considérée depuis 1994 comme sécurisée par l'Agence européenne pour l'environnement (AEE), mais a été déclarée vulnérable en Suisse et aux Pays-Bas.
Bien qu’absent de la liste de la Commission européenne des oiseaux les plus menacés d’Europe, ce grèbe est tout de même protégé par la Convention de Berne (2002).

### Étymologie
Le mot grèbe est utilisé pour désigner ce genre d’oiseau depuis au moins le XVIe siècle et serait d’origine savoyarde,.
Le mot castagneux est issu du moyen français castaign « châtain », emprunt vraisemblable au provençal, dérivé à l'aide du suffixe -eux et serait une référence à la couleur châtain des joues et de la gorge de l’oiseau en été, ou à la forme très ronde de son corps[réf. nécessaire].
Le nom latin Tachybaptus remonte au grec tachus « rapide » et baptizô « plonger ». Le mot ruficollis est issu du latin rufus, « roux » et collis « cou ».

### Philatélie
Cet oiseau a été représenté sur des timbres émis par plusieurs pays : Île de Man en 1997, Japon en 1991, Bailliage de Jersey en 1999, Zaïre en 1982, la Dominique en 1998 et les îles Maldives en 1985.